# Henry Hansen (wielrenner)
Henry Hansen (Glostrup, 16 maart 1902 – Gentofte, 28 maart 1985) was een Deens wielrenner.

## Carrière
Na al een aantal keer nationaal kampioen te zijn geweest, behaalde Henry Hansen in 1928 zijn grootste succes. Hij mocht meedoen aan de Olympische Spelen in Amsterdam. Daar won hij de individuele tijdrit (over een afstand van 168 km) en behaalde hij met zijn landgenoten ook het goud in het ploegenklassement, dat toen nog berekend werd door de individuele prestaties op te tellen.
Hansen won een jaar later nog de Sexdagars en in 1931 was hij de beste op het WK in Kopenhagen. Hij won de wegwedstrijd bij de amateurs. In 1932 deed Henry Hansen opnieuw mee aan de Spelen, die dat jaar in Los Angeles werden gehouden. Hij behaalde er samen met zijn landgenoten Frode Sørensen en Leo Nielsen het zilver in de ploegentijdrit.
Hij overleed op 83-jarige leeftijd in Gentofte.

## Overwinningen
1926
Scandinavian Race Uppsala
1927
Scandinavian Race Uppsala
1928
Scandinavian Race Uppsala
Ronde van Zweden
1929
Scandinavian Race Uppsala
Ronde van Zweden
1930
Scandinavian Race Uppsala
1931
Scandinavian Race Uppsala
1896: Aristidis Konstantinidis · 
1912: Rudolph Lewis · 
1920: Harry Stenqvist · 
1924: Armand Blanchonnet · 
1928: Henry Hansen · 
1932: Attilio Pavesi · 
1936: Robert Charpentier · 
1948: José Beyaert · 
1952: André Noyelle · 
1956: Ercole Baldini · 
1960: Viktor Kapitonov · 
1964: Mario Zanin · 
1968: Pierfranco Vianelli · 
1972: Hennie Kuiper · 
1976: Bernt Johansson · 
1980: Sergej Soechoroetsjenkov · 
1984: Alexi Grewal · 
1988: Olaf Ludwig · 
1992: Fabio Casartelli · 
1996: Pascal Richard · 
2000: Jan Ullrich · 
2004: Paolo Bettini · 
2008: Samuel Sánchez · 
2012: Aleksandr Vinokoerov · 
2016: Greg Van Avermaet ·
2020: Richard Carapaz ·
2024: Remco Evenepoel
1912: Friborg, Malm, Persson, Lönn ·
1920: Souchard, Canteloube, Detreille, Gobillot ·
1924: Blanchonnet, Hamel, Wambst ·
1928: Hansen, Nielsen, Jørgensen ·
1932: Pavesi, Segato, Olmo ·
1936: Charpentier, Lapébie, Dorgebray ·
1948: Wouters, De Lathouwer, Van Roosbroeck ·
1952: Noyelle, Grondelaers, Victor ·
1956: Geyre, Moucheraud, Vermeulin